# Xã Shields, Quận Lake, Illinois
Xã Shields (tiếng Anh: Shields Township) là một xã thuộc quận Lake, tiểu bang Illinois, Hoa Kỳ. Năm 2010, dân số của xã này là 39.062 người.